# Représentations diplomatiques de la république démocratique du Congo

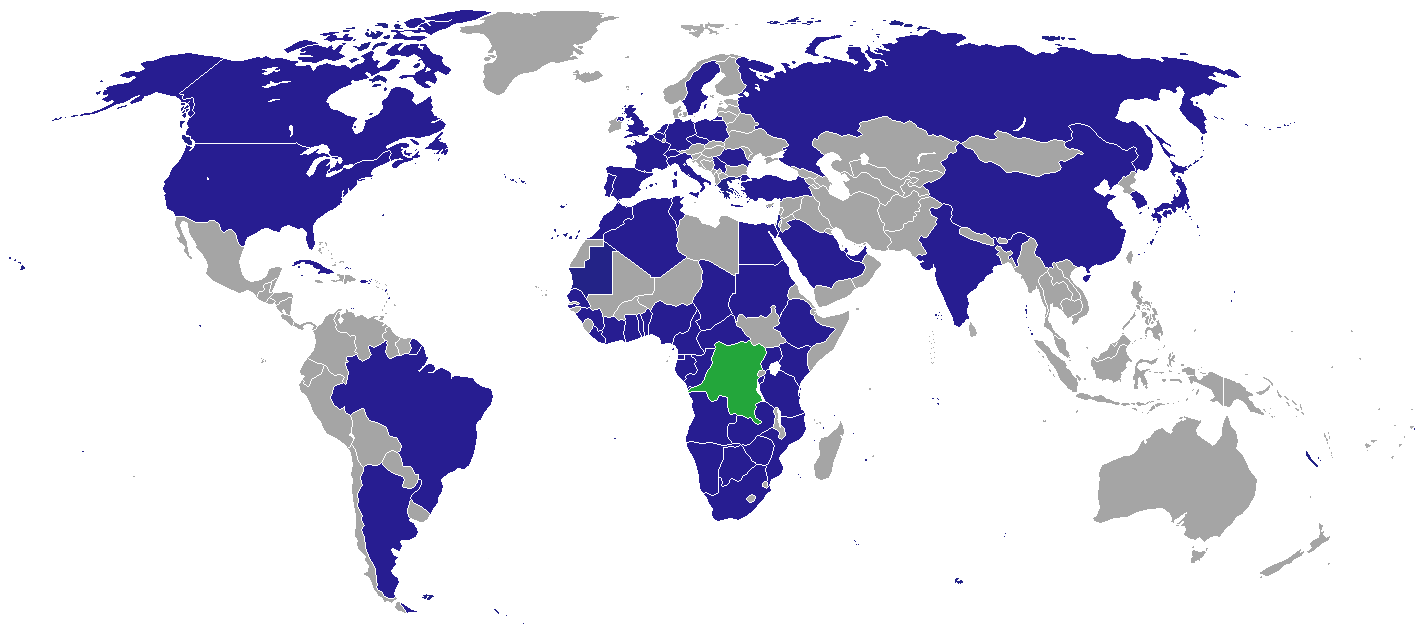
Représentations diplomatiques de la république démocratique du Congo.

Voici les représentations diplomatiques de la république démocratique du Congo à l'étranger.

## Afrique
- Afrique du Sud
  - Pretoria (ambassade)
- Algérie
  - Alger (ambassade)
- Angola
  - Luanda (ambassade)
- Bénin
  - Cotonou (ambassade)
- Botswana
  - Gaborone (ambassade)
- Burundi
  - Bujumbura (ambassade)
- Cameroun
  - Yaoundé (ambassade)
- République centrafricaine
  - Bangui (ambassade)
- République du Congo
  - Brazzaville (ambassade)
- Côte d'Ivoire
  - Abidjan (ambassade)
- Égypte
  - Le Caire (ambassade)
- Éthiopie
  - Addis-Abeba (ambassade)
- Gabon
  - Libreville (ambassade)
- Ghana
  - Accra (ambassade)
- Guinée
  - Conakry (ambassade)
- Kenya
  - Nairobi (ambassade)
- Maroc
  - Rabat (ambassade)
  - Dakhla (consulat général)
- Mozambique
  - Maputo (ambassade)
- Namibie
  - Windhoek (ambassade)
- Nigeria
  - Abuja (ambassade)
- Ouganda
  - Kampala (ambassade)
- Sénégal
  - Dakar (ambassade)
- Soudan
  - Khartoum (ambassade)
- Tanzanie
  - Dar es Salaam (ambassade)
  - Kigoma (consulat général)
- Tchad
  - N'Djaména (ambassade)
  - Moundou (consulat)
- Togo
  - Lomé (ambassade)
- Zambie
  - Lusaka (ambassade)
- Zimbabwe
  - Harare (ambassade)

## Amérique
- Argentine
  - Buenos Aires (ambassade)
- Brésil
  - Brasília (ambassade)
- Canada
  - Ottawa (ambassade)
- Cuba
  - La Havane (ambassade)
- États-Unis
  - Washington (ambassade)

## Asie
- Arabie saoudite
  - Riyad (ambassade)
- Chine
  - Pékin (ambassade)
- Corée du Sud
  - Séoul (ambassade)
- Émirats arabes unis
  - Abou Dabi (ambassade)
- Inde
  - New Delhi (ambassade)
- Israël
  - Tel Aviv (ambassade)
- Japon
  - Tokyo (ambassade)
- Qatar
  - Doha (ambassade)
- Turquie
  - Ankara (ambassade)

## Europe
- Allemagne
  - Berlin (ambassade)
- Belgique
  - Bruxelles (ambassade)
  - Anvers (consulat général)
- Espagne
  - Madrid (ambassade)
- France
  - Paris (ambassade)
- Grèce
  - Athènes (ambassade)
- Italie
  - Rome (ambassade)
- Pays-Bas
  - La Haye (ambassade)
- Pologne
  - Varsovie (ambassade)
- Portugal
  - Lisbonne (ambassade)
- Roumanie
  - Bucarest (ambassade)
- Royaume-Uni
  - Londres (ambassade)
- Russie
  - Moscou (ambassade)
- Serbie
  - Belgrade (ambassade)
- Suède
  - Stockholm (ambassade)
- Suisse
  - Berne (ambassade)
- République tchèque
  - Prague (ambassade)
- Vatican
  - Cité du Vatican (ambassade)

## Organisations internationales
- Addis-Abeba (mission permanente auprès de l'Union africaine)
- Genève  (mission permanente auprès de l'Organisation des Nations unies)
- New York (mission permanente auprès de l'Organisation des Nations unies)

## Galerie

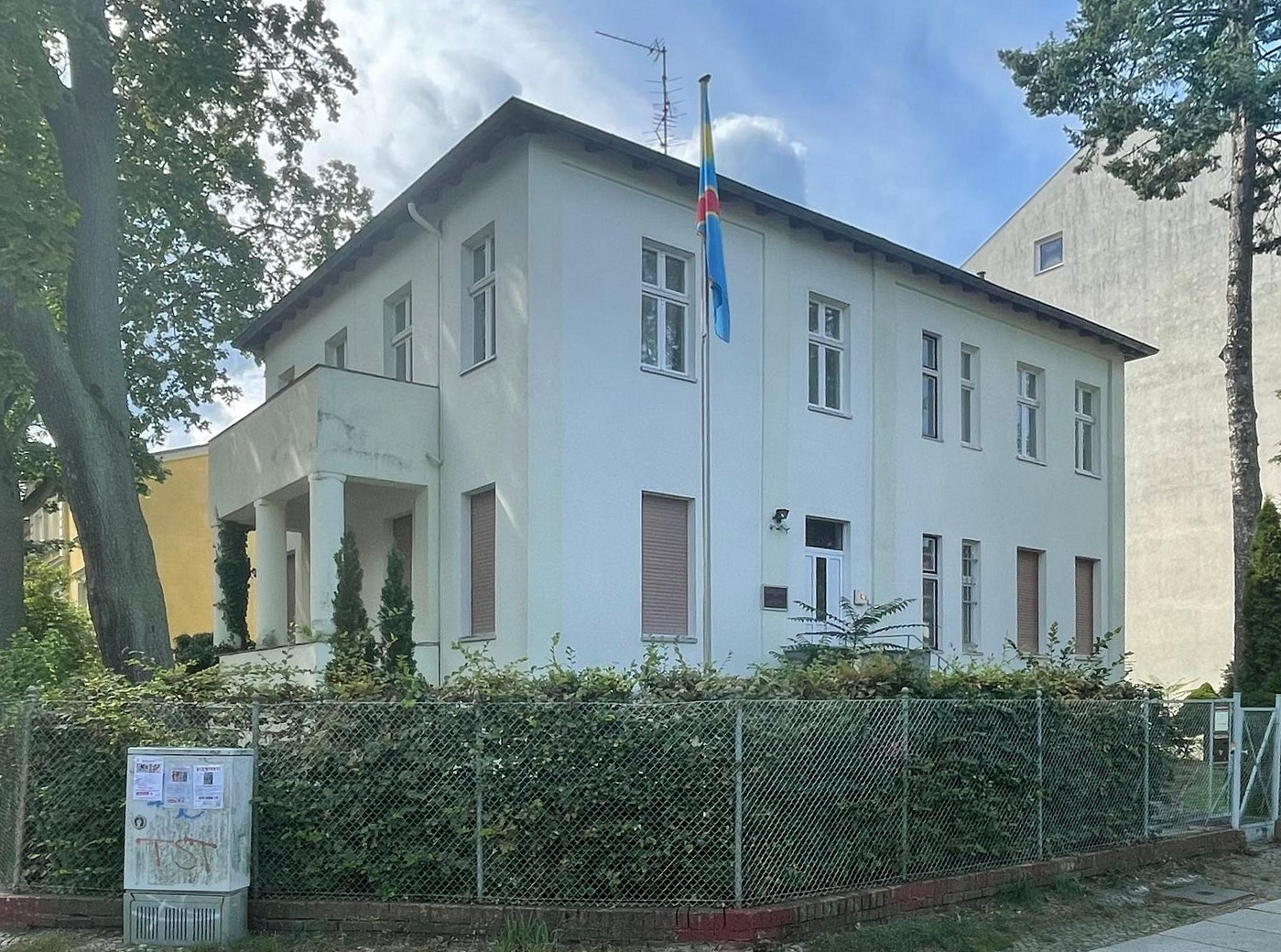
Ambassade à Berlin.
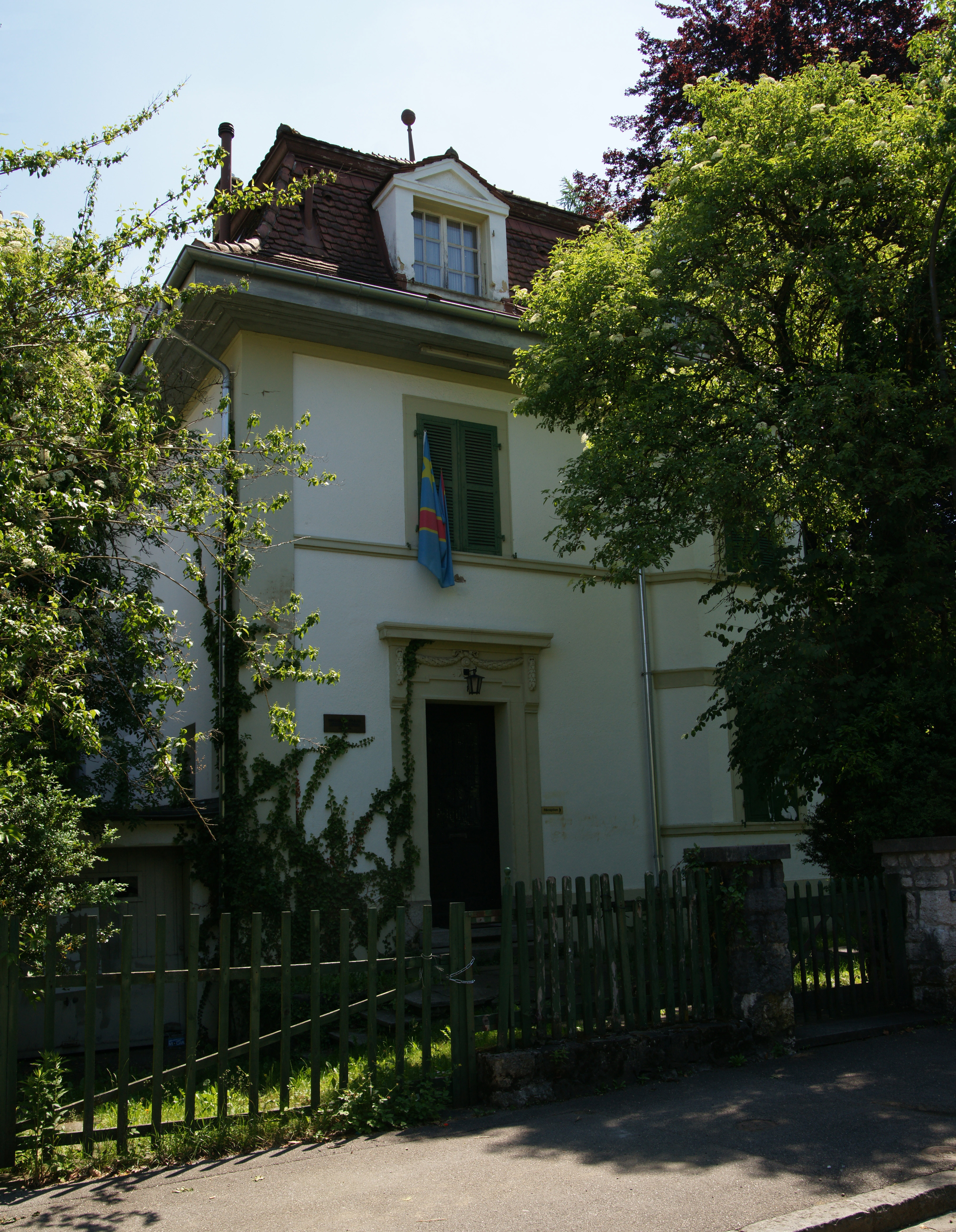
Ambassade à Bern.
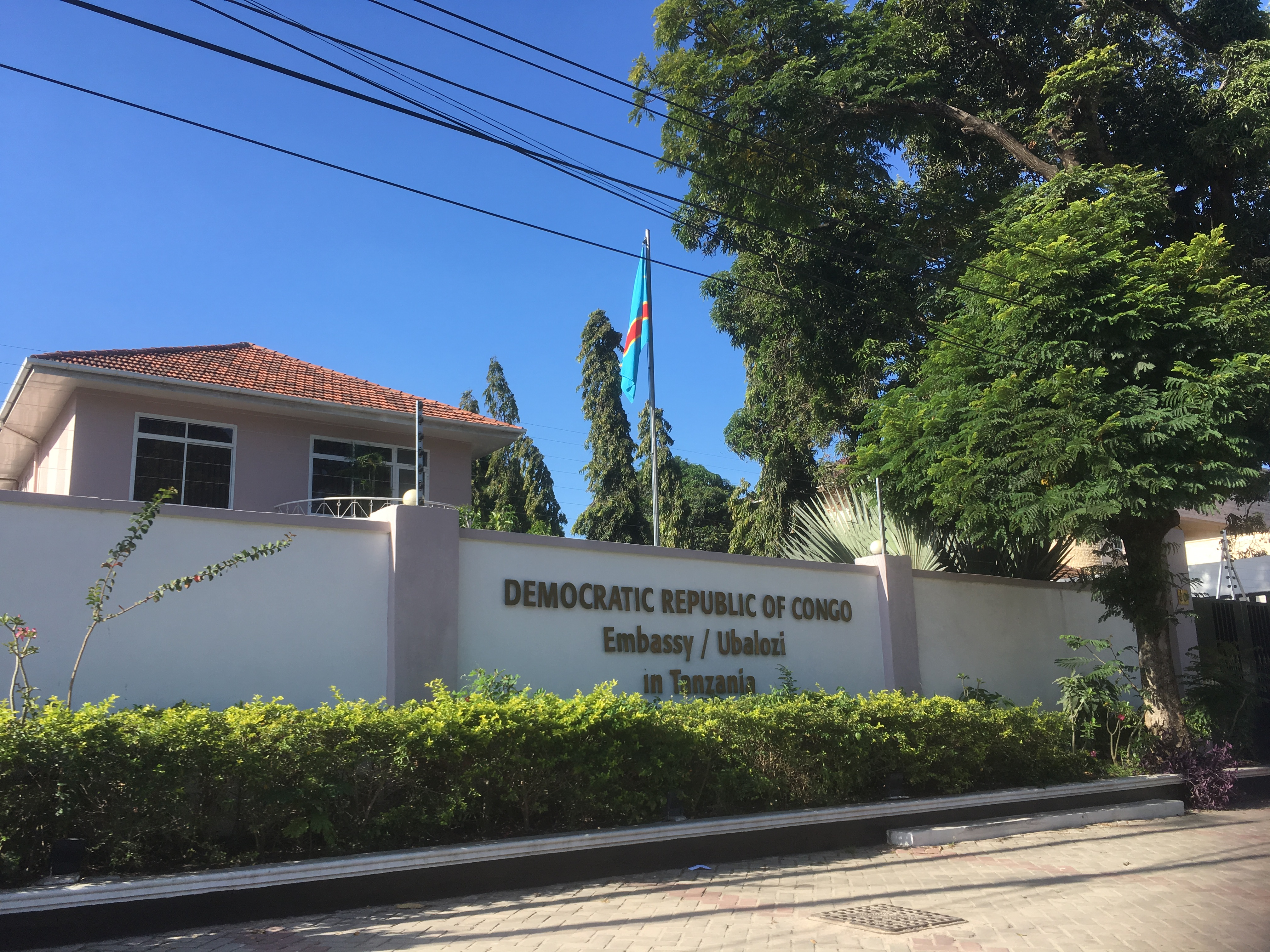
Ambassade à Dar es Salaam.
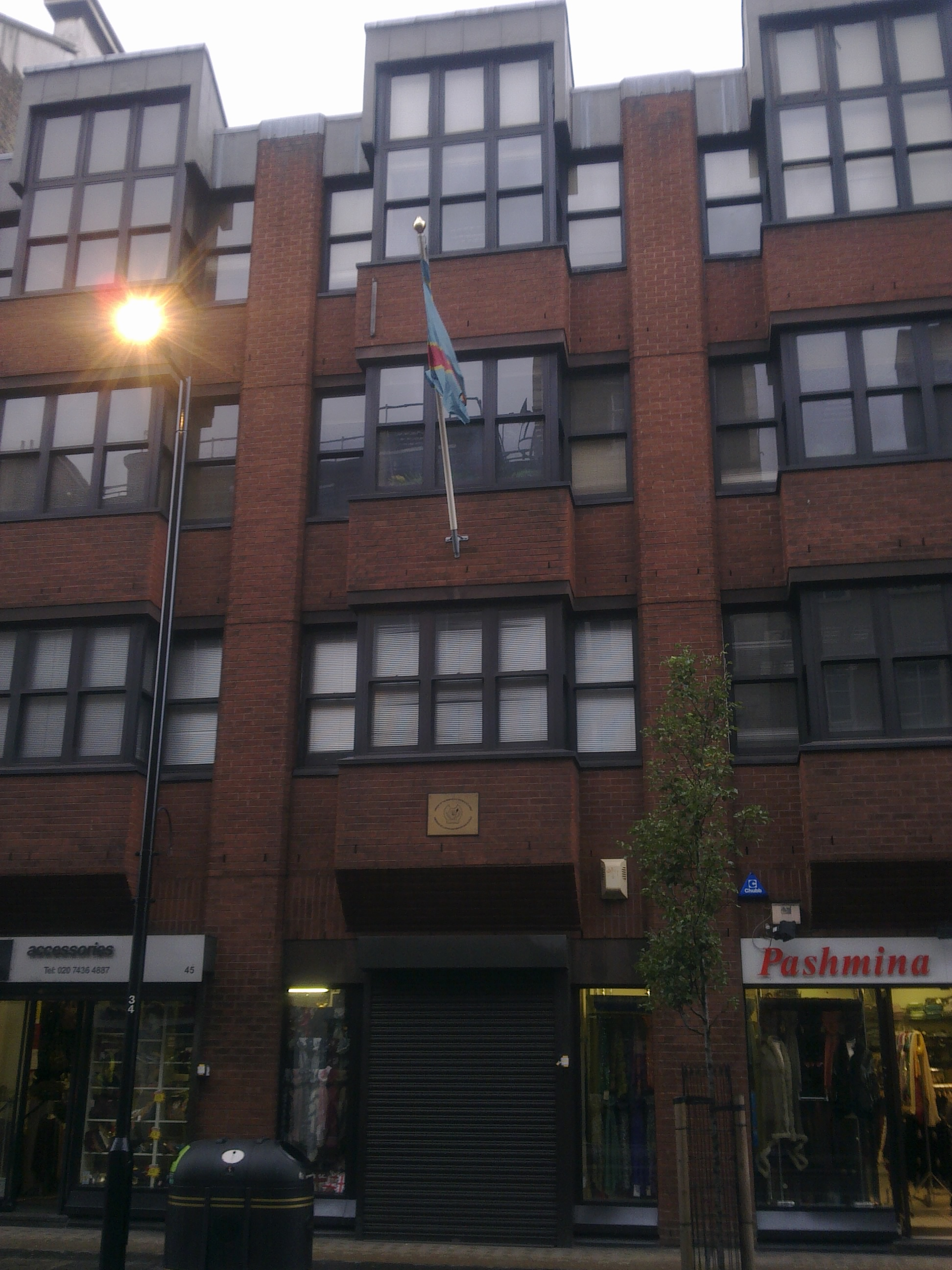
Ambassade à Londres.
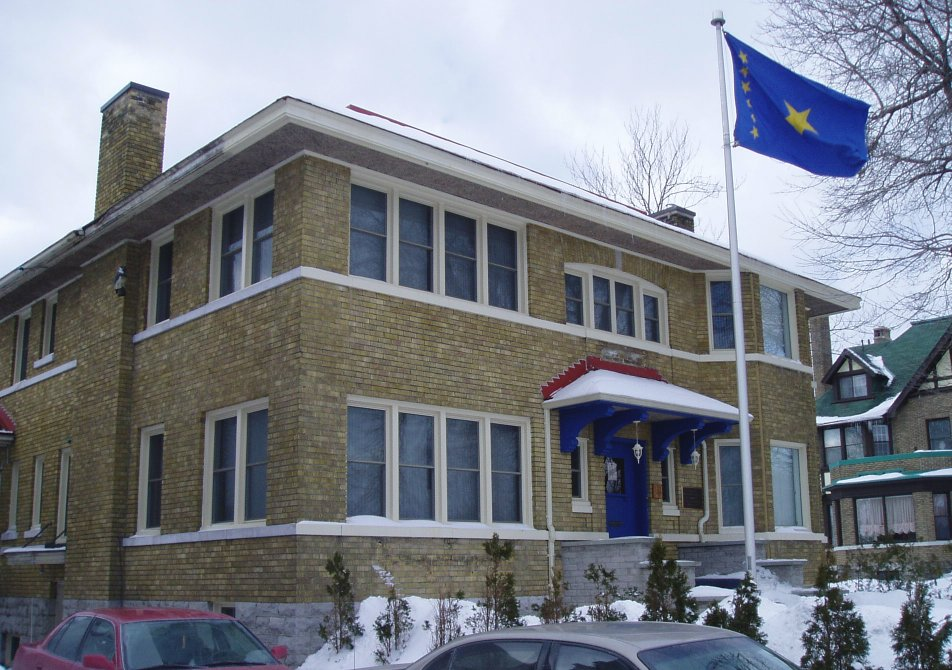
Ambassade à Ottawa.
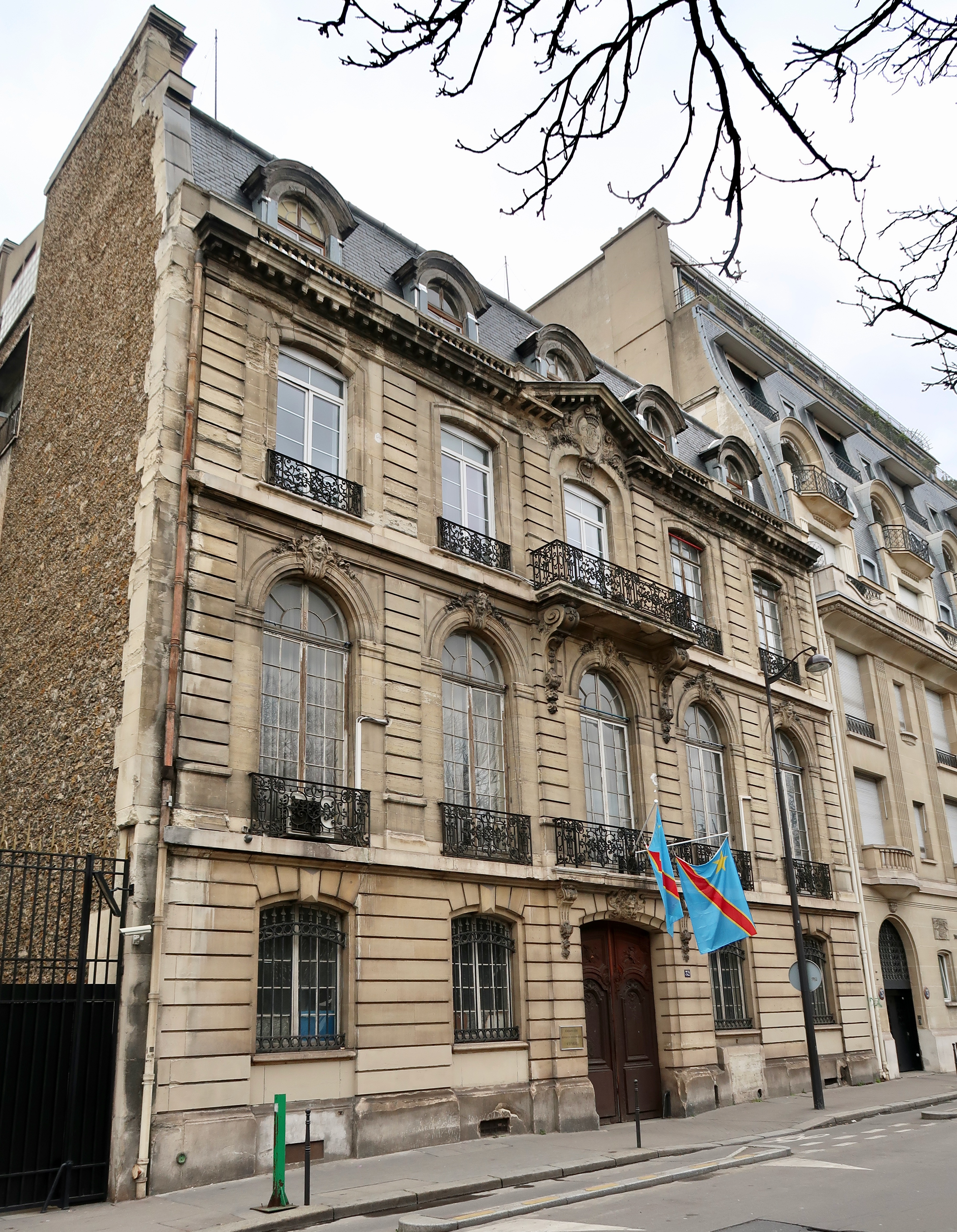
Ambassade à Paris.
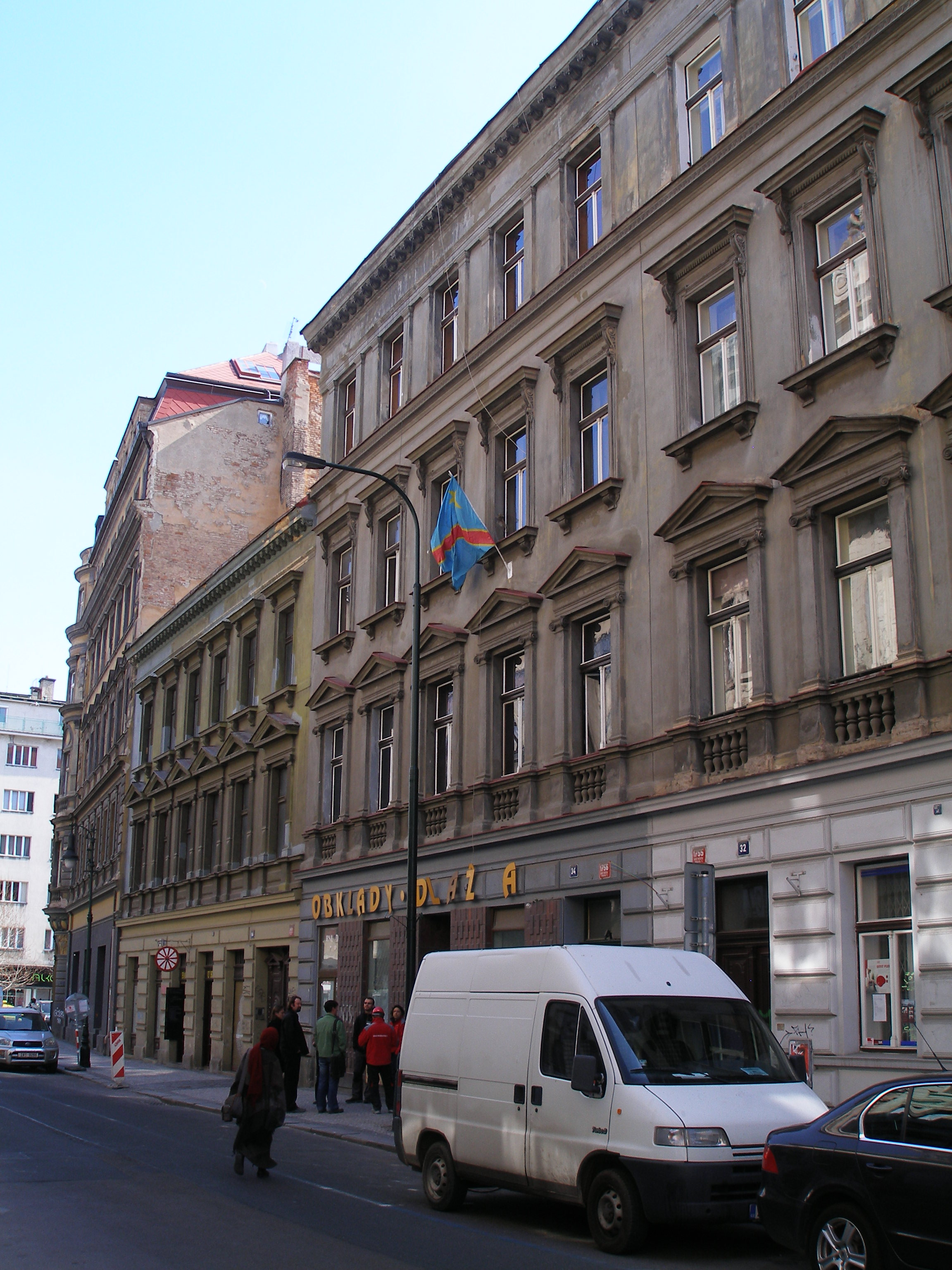
Ambassade à Prague.
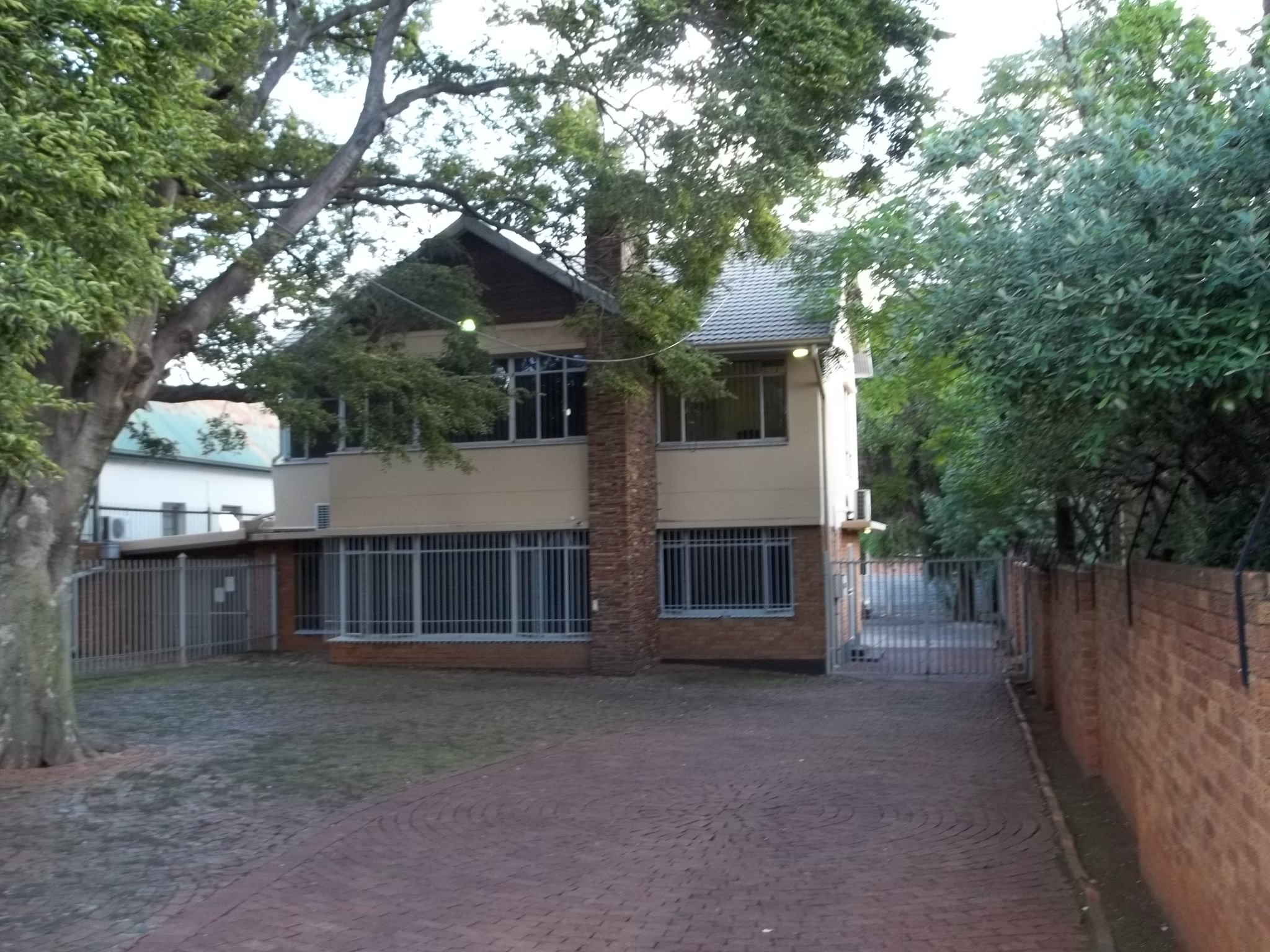
Ambassade à Pretoria.
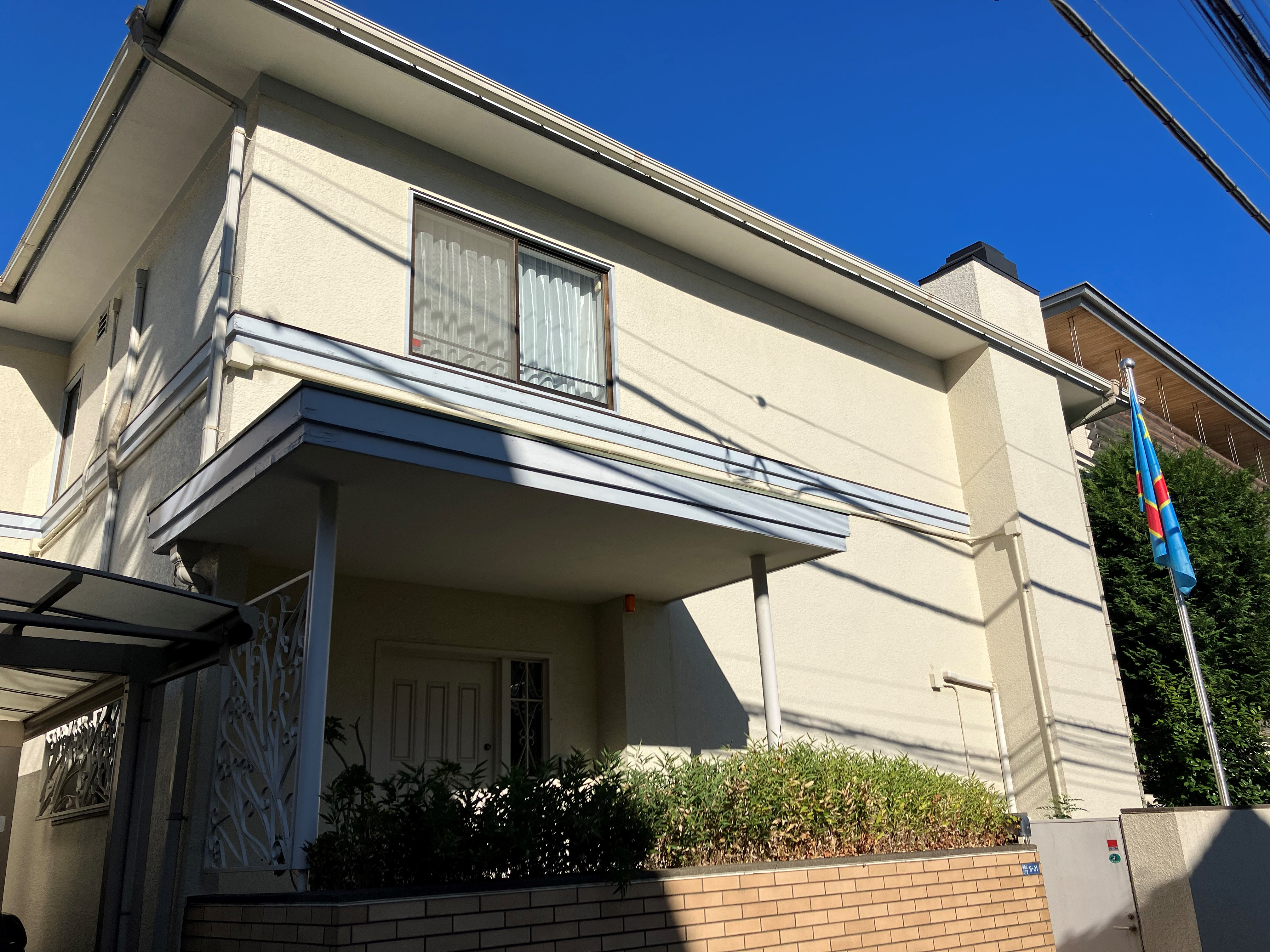
Ambassade à Tokyo.